# Mark Heitmann
Mark Heitmann (* 26. März 1976 in Hamburg) ist ein deutscher Wirtschaftswissenschaftler.

## Leben
Er schloss sein Studium der Betriebswirtschaftslehre an der Universität Hamburg ab (2001). Er wurde an der Universität St. Gallen promoviert (2004) und habilitiert (2007). 2008 übernahm er den Lehrstuhl für Absatzwirtschaft an der Christian-Albrechts-Universität zu Kiel. Seit 2011 ist er Professor für Betriebswirtschaftslehre mit Schwerpunkt Marketing & Customer Insight an der Universität Hamburg. 
Seine Forschungsschwerpunkte sind Analyse des menschlichen Entscheidungsverhaltens, Markenführung, Preisfindung und Management von Kundenbeziehungen.

## Schriften (Auswahl)
- Entscheidungszufriedenheit. Grundidee, theoretisches Konzept und empirische Befunde. Wiesbaden 2006, ISBN 3-8350-0068-3.